# RAD-AR
RAD-AR（英語: Risk/Benefit Assessment of Drugs - Analysis and Response）は医薬品が本質的に持っている好ましくない作用にあたる危険と効能・効果、経済的便益などの利益を科学的・客観的に検証・分析した成果を社会に還元し、医薬品の適正使用など患者の利益に貢献する活動。